# 文公 (杞)
文公（ふんこう、生年不詳 - 紀元前536年）は、春秋時代の杞の君主。姓は姒、名は益姑。桓公の子。紀元前550年3月、兄の孝公が死去すると、後を嗣いで杞伯となった。
紀元前549年、晋・魯・宋・衛・鄭・曹などの諸侯と夷儀で会合した。紀元前548年5月、晋・魯・宋・衛・鄭・曹などの諸侯と夷儀で会合した。紀元前545年夏、晋の平公に朝見した。紀元前544年、晋を中心とする諸侯の支援を得て、城壁を修築した。紀元前543年、晋・斉・魯・宋・衛・鄭・曹などの諸侯と澶淵で会合した。
紀元前536年1月、死去した。在位14年。